# American Iron and Steel Institute

Das Logo des AISI

AISI-Mitglieder inspizieren den Erzhafen von Cleveland, 23. Oktober 1915

Das American Iron and Steel Institute (AISI; deutsch Amerikanisches Eisen- und Stahl-Institut) ist der nordamerikanische Branchenverband der Stahlindustrie.
Die Geschichte des AISI und seiner Vorgängerorganisationen lässt sich auf das Jahr 1855 zurückführen. Es ist somit einer der ältesten Branchenverbände in den USA. Seine jetzige Struktur besteht seit 1908. Der Verband verleiht seit 1927 jährlich als Auszeichnung die Elbert-H.-Gary-Medaille, benannt nach seinem ersten Präsidenten. Stahlsorten werden in den USA nach einem System des AISI bezeichnet, beispielsweise AISI 444 und AISI 441.